# Mueang Lamphun (huyện)
Mueang Lamphun (tiếng Thái: เมืองลำพูน) là huyện thủ phủ (Amphoe Mueang) của tỉnh Lamphun, miền bắc Thái Lan.

## Địa lý
Các huyện giáp ranh (từ phía nam theo chiều kim đồng hồ) [[huyệnMae Tha, tỉnh Lamphun|Mae Tha]] và Pa Sang  của tỉnh Lamphun, San Pa Tong, Hang Dong, Saraphi của tỉnh Chiang Mai, Ban Thi của tỉnh Lamphun và Mae On của tỉnh Chiang Mai.
Sông chính chảy qua huyện là sông Ping.

## Hành chính
Huyện này được chia ra thành 17 phó huyện (tambon), các đơn vị này lại được chia thành 158 làng (muban). Thị xã (thesaban mueang) Lamphun nằm trên toàn bộ diện tích tambon Nai Mueang. Có ba thị trấn (thesaban tambon) - Umong và Rim Ping nằm hoàn toàn trên tambon cùng tên, còn Ban Paen nằm trên một phần tambon Ban Paen và Nong Nam. Có 12 Tổ chức hành chính tambon.
| STT. | Tên              | Tên Thái  | Số làng | Dân số |  |
| ---- | ---------------- | --------- | ------- | ------ |  |
| 1.   | Nai Mueang       | ในเมือง    | -       | 14.068 |  |
| 2.   | Mueang Nga       | เหมืองง่า   | 10      | 14.067 |  |
| 3.   | Umong            | อุโมงค์     | 11      | 13.558 |  |
| 4.   | Nong Chang Khuen | หนองช้างคืน | 6       | 3.925  |  |
| 5.   | Pratu Pa         | ประตูป่า    | 9       | 5.832  |  |
| 6.   | Rim Ping         | ริมปิง      | 10      | 7.088  |  |
| 7.   | Ton Thong        | ต้นธง      | 11      | 10.982 |  |
| 8.   | Ban Paen         | บ้านแป้น    | 9       | 6.445  |  |
| 9.   | Mueang Chi       | เหมืองจี้    | 14      | 9.298  |  |
| 10.  | Pa Sak           | ป่าสัก      | 18      | 11.797 |  |
| 11.  | Wiang Yong       | เวียงยอง   | 8       | 6.096  |  |
| 12.  | Ban Klang        | บ้านกลาง   | 12      | 8.195  |  |
| 13.  | Makhuea Chae     | มะเขือแจ้   | 20      | 15.249 |  |
| 16.  | Si Bua Ban       | ศรีบัวบาน   | 12      | 9.010  |  |
| 17.  | Nong Nam         | หนองหนาม  | 8       | 4.876  |  |